# Alexandre Ducros
Pour les articles homonymes, voir Ducros.
Alexandre Ducros (1830-1906) est un écrivain français.

## Biographie
Alexandre Ducros naît à Nîmes en 1830.
Poète et journaliste, il opte pour le nom de plume « Marignan d'Aubord » après avoir vécu à Paris. Proche du Félibrige, il collabore à L'Armana prouvençau (« L'Almanach provençal ») et La Farandolo (« La Farandole »), et préface l'occitan Justin Boillat. La majeure partie de son œuvre, tournée vers le théâtre, est toutefois en français.
Élu à l'Académie de Nîmes en 1886, il la préside en 1902.
Il meurt dans sa ville natale le 8 décembre 1906.

## Ouvrages
- Les Capricieuses : poésies, Nîmes, Baldy et Roger, 1854 (BNF 30366862).
- La Boîte de Pandore : comédie en un acte, en vers, Paris, Dentu, 1876 (BNF 30366861).
- Le Coq de Béotie, Paris, Dentu, 1877 (BNF 30366866).
- Les Caresses d'antan (1847-1896), Paris, Gautherin, 1896 (BNF 30366863).